# 서울 벽산 플레이어스 FC
서울 관악 벽산 플레이어스 FC(Seoul Gwanak Byuksan Players Football Club)는 대한민국의 아마추어 축구 구단으로 현재 K5리그 서울에 참여하고 있으며 연고지는 서울특별시 관악구이다.

## 역사
2008년 서울 관악구에 위치한 벽산 디지털밸리 2차의 입주사 동호인 축구 모임으로 창단하였다. 이후 팀의 엘리트화를 이끈 현 정희상 감독이 취임하였고, 2017년에 플레이어스와 스폰서 계약을 맺어 현재의 팀명으로 이름이 변경되었다.
그리고 바로 이듬해인 2018년에는 K6리그(당시 디비전6리그) 서울 A리그에서 우승하여 2019년부터 K5리그 서울리그에서 뛰게 되었다. 그리고 서울리그에서 19시즌간 10승 무패 무실점으로 우승을 차지하며 K5리그 챔피언쉽(왕중왕전)에 진출했으나, 조별리그 B조에서 부산/경남 리그 우승팀인 김해 재믹스 FC에 패해 통합 우승을 차지하진 못했다.
또한 2019년 당시 대한축구협회 FA컵에 처음으로 출전하여 호남대학교를 상대했지만 2 - 0으로 패하며 짐을 싸야했으며 퇴장으로 인해 어려운 경기를 했다.
2019년 대한축구협회 선정 "올 한해 최고의 클럽" 상을 수상하였다.
2020년 전 세계를 강타한 코로나19의 여파로 K5리그는 물론 대한축구협회 FA컵 또한 무기한 연기되다가 5월에서야 개막할 수 있었다. 벽산 플레이어스는 FA컵 1라운드에서 3부리그인 K3리그에 참가하는 세미프로팀 춘천시민축구단과 맞붙었다가 4-0 대패를 당했지만, 이어지는 FC 새벽녘 상대의 리그 개막전에서는 한그루의 활약에 힘입어 5-0으로 완승을 거뒀다. 
2020시즌은 8승 2패로 FC 투게더에 이어 리그 2위를 기록했다. 21시즌 시작 전 FC 안양에서 20시즌까지 뛴 임준석과 서울 중랑 축구단에서 뛴 골키퍼 오지훈#, 서울 노원 유나이티드 FC에서 활동한 미드필더 민경현과 천안시 축구단에서 뛰던 허준호가 합류했다. 시흥 시민구단 출신 이기환, 빗셀 고베 출신 이재민과 K2 FC안양 출신 임준석, 대한축구협회 FA컵에서 코레일의 결승 진출에 기여하는 등 좋은 활약을 보여주었던 여인혁이 합류하였다.
2023시즌 k5리그 서울권역을 무패로 우승하였고 챔피언쉽 왕중왕전까지 석권하여 대한민국 최고의 아마추어팀임을 증명하였다.

## 역대 성적
| 시즌 | 리그   | 리그 | 리그 | 리그 | 리그 | 리그 | 리그 | 리그 | 리그 | 리그 | FA컵 | 기타          |
| 시즌 | 디비전 | 경기 | 승   | 무   | 패   | 득   | 실   | 차   | 승점 | 순위 | FA컵 | 기타          |
| ---- | ------ | ---- | ---- | ---- | ---- | ---- | ---- | ---- | ---- | ---- | ---- | ------------- |
| 2017 | 7      | ?    | ?    | ?    | ?    | ?    | ?    | ?    | ?    | 승격 | -    | -             |
| 2018 | 6      | 7    | 6    | 1    | 0    | 37   | 3    | +34  | 19   | 1    | -    | -             |
| 2019 | 5      | 5    | 5    | 0    | 0    | 23   | 0    | +23  | 15   | 1    | 1R   | K5C: 조별리그 |
| 2020 | 5      | 10   | 8    | 0    | 2    | 39   | 9    | +30  | 24   | 2    | -    |               |
| 2021 | 5      | 8    | 6    | 2    | 0    |      |      | +15  | 20   | 2    | -    |               |
| 2022 | 5      | 14   | 13   | 0    | 1    |      |      | +31  | 39   | 2    | -    |               |
| 2023 | 5      | 14   | 12   | 2    | 0    | 54   | 14   | +40  | 38   | 1    | 예정 | K5C: 우승     |

## 역대 선수
- 여인혁(2021, 2023)

 장진혁(2021, 2024)

## 참고 문헌
- “KFA 통합경기정보 시스템”. 대한축구협회.